# Dawid Moissejewitsch Kauschanski
Dawid Moissejewitsch Kauschanski (russisch Давид Моисеевич Каушанский, * 28. März 1893 in Chișinău; † 8. August 1968 in Chișinău) war ein sowjetischer Anwalt, Professor und Doktor der Rechtswissenschaften.

## Biografie
Dawid Moissejewitsch Kauschanski wurde am 15. März 1893 in Chișinău geboren. Er absolvierte das Chişinău-Gymnasium, erhielt dann eine philologische und juristische Ausbildung an der Universität Czernowitz (1919–1920), der Universität Basel (1920–1921) und der Universität Heidelberg (1921–1922) (er promovierte dort in Römisches Recht und Zivilrecht, seine These war Vergleichende Analyse der Rechte von unehelichen Kindern nach dem modernen Recht). Er studierte an den Universitäten von Berlin und Freiburg. Seit 1922 war er außerordentlicher Professor an der Universität Heidelberg, seit 1924 – außerordentlicher Professor an der Universität Berlin.
Seit 1931 war er Professor an der Universität von Paris, und von 1934 bis 1940 Professor der Abteilung für Bürgerliches Recht und Völkerrecht der Universität Bukarest. 1936 heiratete er in Bukarest Ela Woroshilzewa (geborene Zelinger). Nach der Annexion von Bessarabien durch die UdSSR 1940 kehrte er nach Chişinău zurück, wo er zum Professor am Chişinău Konservatorium, dem Pädagogischen Institut und dem Institut für Fremdsprachen ernannt wurde (dort unterrichtete er Deutsch). Er wurde Mitglied der Kodifizierungskommission des Volkskommissariats der Moldawischen SSR.
Nach dem Beginn des Zweiten Weltkriegs wurde er an das pädagogische Institut in Schymkent evakuiert, wo er als Sekundarlehrer arbeitete und seit 1943 als Lehrer am  Rechtswissenschaftlichen Institut Alma-Ata. Seit 1945 war er Professor für die Abteilung für Staatsrecht. 1947 wurde er zum Leiter der Abteilung für Theorie und Geschichte des Staates und Rechts der Rostower Staatlichen Universität ernannt. Er wurde während der Kampagne gegen den Kosmopolitismus im Jahr 1948 entlassen.
Kauschanski veröffentlichte eine Reihe von Werken auf dem Gebiet des Zivil- und Völkerrechts, der Rechtsgeschichte und auch auf dem Gebiet der Philologie.

## Werke
- Evolution des sowjetrussischen Eherechts. Die Ehe im Gesetz und in der Gerichtspraxis. (= Abhandlungen aus dem Gebiete der Sexualforschung. Band 6. Heft 1). Marcus Verlag, Berlin/Köln 1931, DNB 363989730.
- Evolution des sowjetrussischen Familienrechts : Die Familie im Gesetz und in der Gerichtspraxis. (= Abhandlungen aus dem Gebiete der Sexualforschung. Band 6. Heft 2). Marcus Verlag, Berlin/Köln 1931, DNB 363989749.